# Gunnera tinctoria
Espèce
Classification phylogénétique

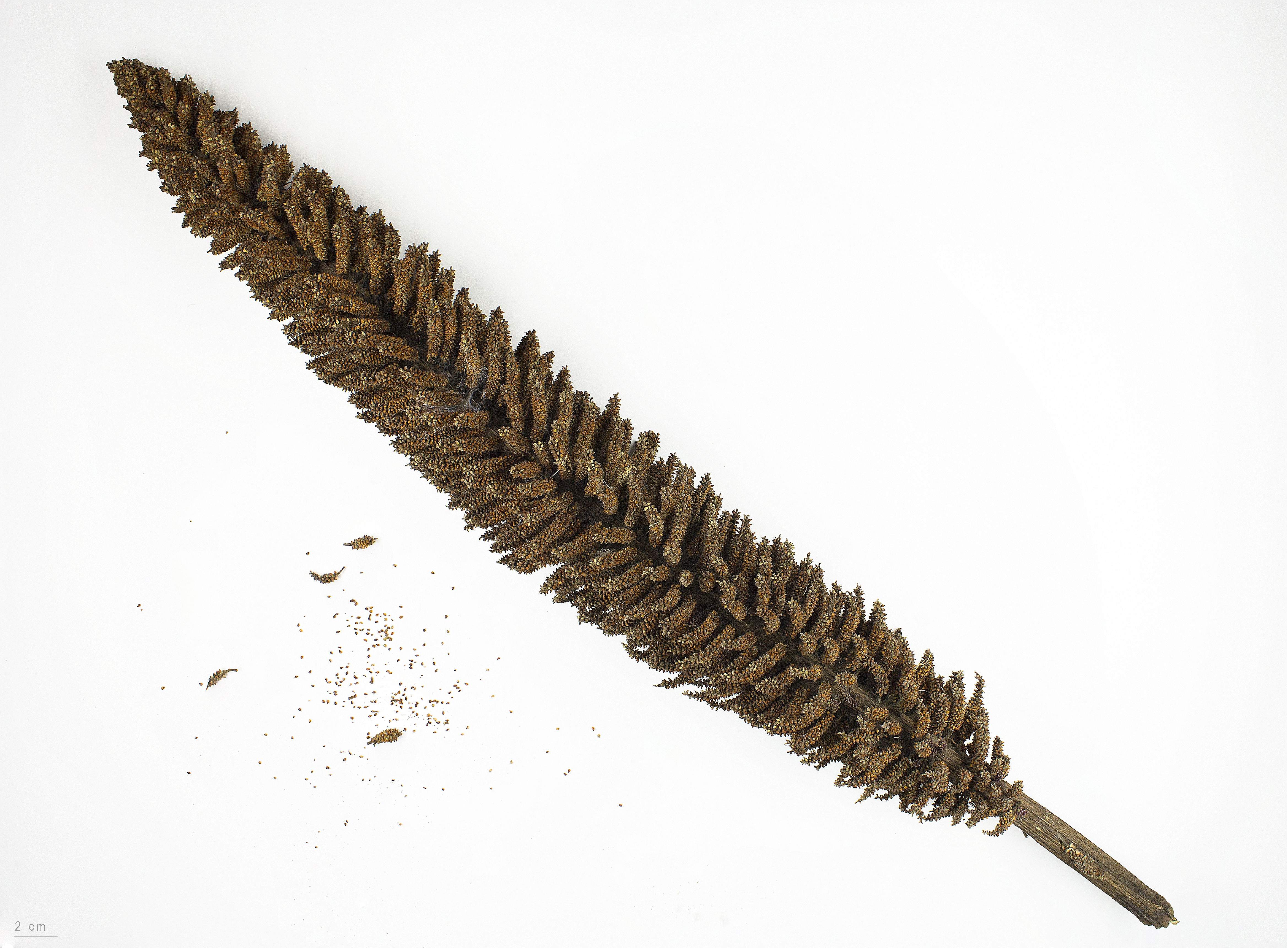
Gunnera tinctoria - Muséum de Toulouse

La Nalca (Gunnera tinctoria) ou Pangue est une espèce de plantes vivaces de la famille des Gunneraceae. Elle est originaire du Chili et de l'Argentine.
Gunnera tinctoria est une plante à feuilles géantes ; elle est ornementale mais aussi comestible, avec des usages voisins de ceux de la rhubarbe. Cette plante a un développement très rapide et peut facilement devenir invasive : on peut le constater notamment dans l'ouest de l'Irlande Comté de Mayo et surtout à Achill Island, ainsi qu'aux Açores. L'espèce est préoccupante pour l’Union européenne, compte tenu de son établissement avéré dans cinq États membres de l’UE (dû à la fuite de jardins et de parcs) et de sa propagation.
En Europe, cette espèce est inscrite depuis 2017 dans la liste des espèces exotiques envahissantes préoccupantes pour l’Union européenne. Cela signifie qu'elle ne peut pas être importée, cultivée, commercialisée, plantée, ou libérée intentionnellement dans la nature, et ce nulle part dans l’Union européenne.

## Étymologie
Ses deux noms vernaculaires, nalca et pangue, proviennent de la dénomination respectivement de son pétiole et de sa feuille en langue mapudungun : ngalka et pange. En français, elle porte aussi le nom vernaculaire de rhubarbe géante.

## Localisation

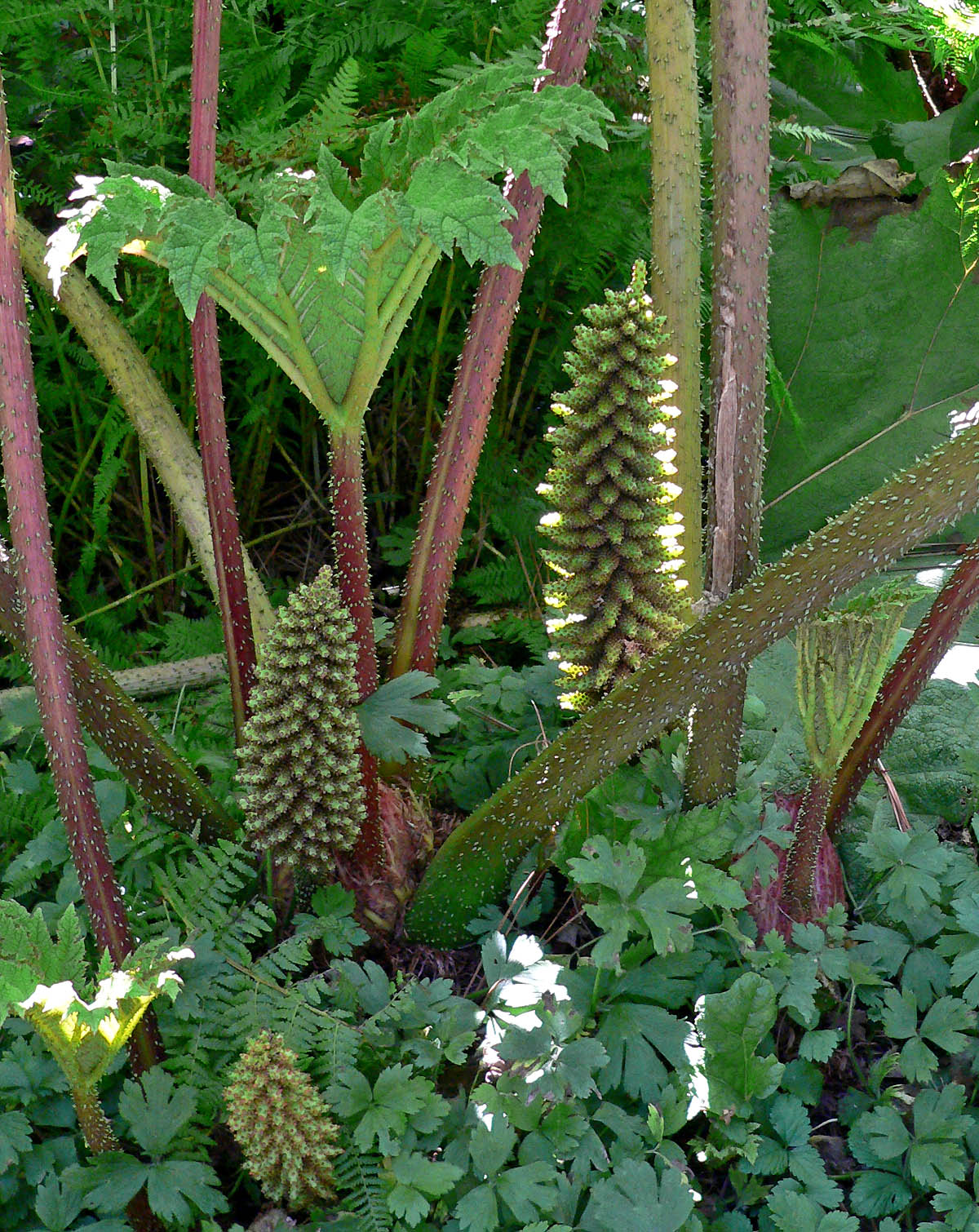

La nalca se rencontre dans la partie centre-sud du Chili et dans le sud-ouest voisin de
l'Argentine. Elle vit de préférence dans des lieux ombreux et humides, encore que les
"nalcas de sable" vivent enterrés dans les zones sableuses de la côte du Pacifique. On a postulé qu'il s'agirait d'une autre espèce : G. arenaria Cheeseman ex Kirk.
Cette plante géante est présente dans quasiment tous les parcs et forêts en Colombie Britannique au Canada.